# 1890年代上海

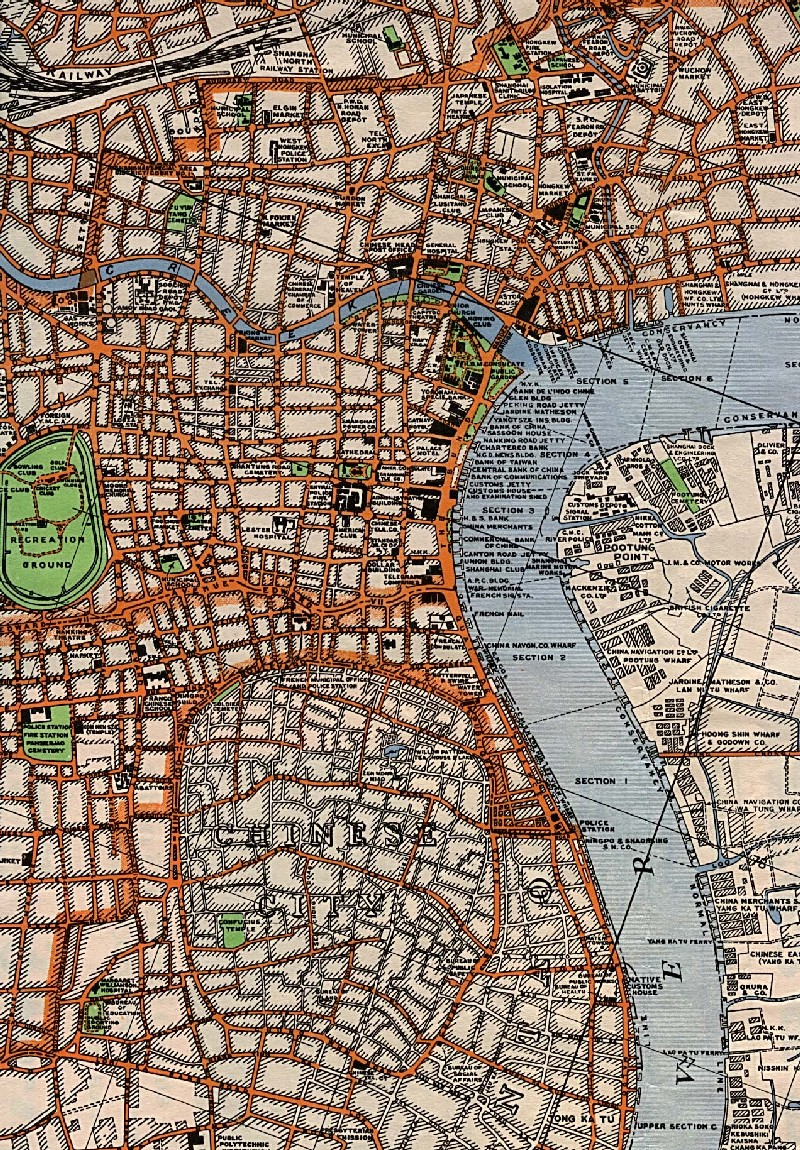
1933年的上海市中心区，大体上也就是1899年上海的全部市区范围：南市的华界，北部苏州河两岸的公共租界，以及介于两者之间的法租界

## 甲午战争
1894年，中日甲午战争爆发，上海形势也趋于紧张，碍于各国在上海的势力，日本暂对外宣布上海为中立区域，并许诺不将战火蔓延到上海。中国战败后，日本不仅得到了朝鲜的宗主权和台湾，也得以成为在华列强之一，在汉口、天津乃至重庆、苏州、杭州开辟了一批租界，但是其在上海开辟租界的企图归于失败。此外，根据战后的《马关条约》，外国人可以在中国开办工厂，此后，日本、英国等国在黄浦江下游的杨树浦地区陆续开设众多的近代企业。上海也迅速发展成中国最大的工业中心。

## 1899年上海公共租界大扩展
1893年，上海美租界正式划定。